# Sclerodactyla
Genre
Sclerodactyla est un genre d'holothuries (concombre de mer) de la famille des Sclerodactylidae.

## Liste des espèces
Selon World Register of Marine Species (18 février 2015) :
- Sclerodactyla briareus (Lesueur, 1824)
- Sclerodactyla multipes (Théel, 1886)